# Keratella procurva
Keratella procurva is een raderdiertjessoort uit de familie Brachionidae. De wetenschappelijke naam van deze soort is voor het eerst geldig gepubliceerd in 1891 door Thorpe.